# Qasigiannguit
Qasigiannguit [qaˌsiɣiˈaŋːuit] (nach alter Rechtschreibung K'asigiánguit; dänisch Christianshåb) ist eine grönländische Stadt im Distrikt Qasigiannguit in der Kommune Qeqertalik.

## Lage
Qasigiannguit liegt an der Westküste der großen Halbinsel Kangilinaaq an der Diskobucht. Die Gegend ist sehr reich an Seen. Der nächstgelegene Ort ist das 19 km nördlichere Ilimanaq.

## Geschichte

### Gründungsphase
Die Gegend um Qasigiannguit ist bereits seit etwa 4500 Jahren besiedelt, wie Ausgrabungen aus der Saqqaq-Kultur auf der Insel Qeqertasussuk an der Südküste der Diskobucht zeigen.
Nachdem die erste dänische Kolonie in Grönland gegründet worden war, unternahm der Kaufmann Mathias Andersen Fersleff 1727 eine Reise in die Diskobucht und empfahl die Gründung einer zweiten Kolonie. Er verdeutlichte die Wichtigkeit dieser Unternehmung mehrfach, bevor Jacob Severin 1734 die Kolonie gründete. Ursprünglich lag die Kolonie auf der anderen Seite der Bucht Umiarsualivik, an der der Ort heute liegt. Die ursprüngliche Stelle liegt in der kleinen Seitenbucht Illukut (Bryghusbugt), wo heute noch Ruinen der alten Siedlung zu finden sind. Jacob Severin benannte den Ort damals nach König Christian VI., der zu dem Zeitpunkt über Dänemark und Norwegen herrschte. Poul Egede weihte die Kolonie mit einem Gottesdienst ein. Als die Kolonie gegründet wurde, befand sich kein Wohnplatz an dieser Stelle, womit Qasigiannguit vor der Gründung unbewohnt war.
Um 1740 wurde die Kolonie mit den Materialien holländischer Walfängerschiffe ausgebaut, die Fersleff hatte kapern lassen. Im selben Jahr wurde ein Torfmauerhaus als Schulhaus errichtet, weil zahlreiche Grönländer in die Kolonie gekommen waren, um sich christlich unterrichten und taufen zu lassen. Es ist überliefert, dass im März 1743 so viel Handelsverkehr in der Kolonie vorging, dass man an einen Markttag in Kopenhagen denken musste. In den ersten Jahren wüteten aber auch Skorbut und Dysenterie unter den Kolonisten. Um 1745 waren ein Kaufmann, ein Assistent, ein Böttcher, ein Zimmermann, ein Koch und sieben Matrosen in der Kolonie angestellt. 1750 bestand die Kolonie aus einem rund 145 m² großen Stockwerkwohnhaus, einem 45 m² großen Fachwerkgebäude, dass als Brauerei und Bäckerei fungierte, einem 31 m² großen Torfmauerhaus, das als Proviantlager diente, einer Böttcherei und einem 54 m² großen Speckhaus. Die Gegend stellte sich als schlechte Jagdgegend heraus und es kam alljährlich zu Hungersnöten und es hieß, dass die Grönländer durch das schlechte und wollüsterne Verhalten der Matrosen verdorben würden. 1752 wurde die Mission deswegen nach Ilimanaq verlegt. Im selben Jahr wurde eine 169 m² große Wohnung für den Kolonialverwalter errichtet.
1763 wurde Qasigiannguit wegen der besseren Windverhältnisse einige Hundert Meter nach Norden an die heutige Stelle verlegt. Die starken Föhnwinde, die vom Berg herunterzogen, hatten häufig Gebäude beschädigt. Am 1. Januar 1739 war das halbe Dach des Wohnhauses zusammen mit einem Schornstein weggeweht und die Brauerei gänzlich zerstört worden. Die Gebäude wurden an die neue Stelle versetzt, mit Ausnahme des Wohnhauses, das noch rund 40 Jahre an der Stelle stehen blieb, bevor es ebenfalls versetzt wurde. Im Februar 1786 wurden durch einen Föhnwind erneut große Schäden verursacht. Ein Boot wurde zerstört, ebenso rissen Türen und Fenster ab, Dächer wehten weg und Fässer zersplitterten. Die Bewohner mussten auf dem Boden kriechen, weil es unmöglich war zu stehen.

### Niedergang und Aufschwung
Obwohl die Wirtschaft in der Kolonie zufriedenstellend war, hatte Christianshaab keine allzu große Bedeutung unter den grönländischen Kolonien und 1792 schlug man vor die Kolonie aufzugeben. Allerdings gab es in Ilimanaq keinen geeigneten Hafen und so verblieb die Kolonie in Qasigiannguit.
Die Kolonie hatte außergewöhnlich stark mit Selbstmord zu kämpfen. 1757 erstach sich Missionar Severin Thrane (mit Sitz in Claushavn). 1799 tötete sich der Koch Peter Ellerod und 1850 erhängte sich Kolonialverwalter Johan Peter Petersen.
1793 lebten wegen der fehlenden Mission nur 31 Grönländer in drei Häusern in Qasigiannguit. Auch 1805 hatte Qasigiannguit 31 Einwohner. Durch den kurz darauf folgenden Krieg nahm die Einwohnerzahl weiter ab. Der Handel kam zum Erliegen und erholte sich nach dem Krieg nicht. 1826 löste man die Kolonie auf und Qasigiannguit wurde ein Udsted. Mittlerweile lebte fast niemand mehr am Ort und 1828 lebte ein einzelner Däne ohne Handelsrecht in Qasigiannguit. 1829 erhielt der Ort den Koloniestatus zurück und 1830 wurde eine Tranbrennerei errichtet. Erst dann begann die Einwohnerzahl wieder zu steigen. 1850 lebten 63 Menschen in Qasigiannguit.
1869 wurde nach über 100 Jahren wieder ein Schulgebäude in Qasigiannguit errichtet. 1889/90 wurde eine rund 50 m² große Kirche als verkleidetes Fachwerkgebäude errichtet. Sie wurde mit einem Schindeldach, kleinem Glockenturm und Windfang versehen. Die ansehnliche Inneneinrichtung wurde zu großen Teilen von der Kirchengemeinde bezahlt. 1903/04 wurde ein gut 18 m² Schulgebäude mit Vorbau und Kohleschuppen aus Materialien der alten Kapelle errichtet.
Qasigiannguit ist der Herkunftsort der grönländischen Familien Thorning, Rasmussen, Olsvig und Grønvold.

### Neuere Geschichte
1915 lebten in Qasigiannguit sieben Dänen und 93 Grönländer. Letztere lebten in 16 grönländischen Wohnhäusern. Die meisten Häuser waren durchschnittlich gut eingerichtet, einige stachen aber durch die Vielzahl an Möbeln hervor. Neben der Kirche, der Schule, der Wohnung des Kolonialverwalters befanden sich zu dieser Zeit ein Mannschaftshaus mit Bäckerei, ein Provianthaus mit Laden, eine Zimmerei, eine Böttcherei, eine Brauerei, ein Kohlenschuppen, ein Pulverhaus, eine Tranbrennerei und zwei Speckhäuser in Qasigiannguit. Unter den Grönländern waren sieben Jäger und neun Fischer, wobei hier im Gegensatz zu anderen Orten viele Männer von Seehund- und Fischfang zugleich lebten.
Die Kolonie war ab 1911 Hauptort einer Gemeinde im 4. Landesratswahlkreis Nordgrönlands. Die Gemeinde hatte einen aus drei Mitgliedern bestehenden Gemeinderat und hatte sonst keine ihr zugehörigen Wohnplätze. Die Kolonie hatte keinen eigenen Missionar und gehörte zur Kirchengemeinde von Ilulissat, war aber Sitz eines Oberkatechendistriks. In medizinischer Hinsicht war der Distriktsarzt in Ilulissat für Qasigiannguit zuständig. Der Handel war in der Kolonie mit einem Kolonialverwalter vertreten, wobei dieser zeitweise von seinem Assistenten vertreten wurde.
Am 23. Januar 1917 kam es wieder zu einem Föhnorkan, bei dem Dächer abgerissen und die Bewohner durch die Luft gewirbelt wurden.
1950 wurde Qasigiannguit zur Hauptort der Gemeinde Qasigiannguit, der die Orte des ehemaligen Kolonialdistrikts zugeordnet waren.
Um 1949 wurde eine Fabrik für gefrorene Garnelen eröffnet, die 1952 von Den Kongelige Grønlandske Handel übernommen wurde und auch für die Produktion von gefrorenem Heilbutt genutzt wurde. Im selben Jahr wurde eine neue Garnelenfabrik in einem Packhaus eingerichtet, die 1960 durch einen Neubau ersetzt wurde.
1954 wurde ein Kraftwerk gebaut und Qasigiannguit somit erstmals mit Strom versorgt. 1956 wurden ein Kindergarten und eine neue Schule errichtet, welche in den 1960er Jahren mehrfach ausgebaut wurde. 1957 erhielt die Stadt ein Wasserwerk und 1958 eine Feuerwehrstation. Im selben Jahr wurde der Hafen ausgebaut. 1963 wurde eine Kinderkrippe gebaut. 1963 wurden ein Verwaltungsgebäude und eine Polizeistation errichtet. 1965 wurde Qasigiannguit über einen Heliport an den Luftverkehr angeschlossen. 1966/67 wurde ein Krankenhaus mit 14 Betten errichtet. 1969 wurde die neue Kirche eingeweiht. Im selben Jahr wurde ein Altenheim eröffnet.
Bei der Verwaltungsreform 2009 wurden Qasigiannguit und das bis dahin nur noch dazugehörende Ikamiut in die Qaasuitsup Kommunia eingegliedert. Seit 2018 ist Qasigiannguit Teil der Kommune Qeqertalik.

## Liste der Kolonialangestellten bis 1921

### Kolonialverwalter
Folgende Personen waren bis 1921 Kolonialverwalter der Kolonie Christianshaab. Von 1826 bis 1830 war der Handelsassistent von Ilimanaq für die Kolonie tätig.
- 1734–1736: Jens Hiorth
- 1737–1738: Niels Axelsen Rasch
- 1738–1739: Mathias Andersen Fersleff
- 1739–1740: Conrad Hachild
- 1740–1743: Niels Egede
- 1743–1746: Bent Jacobsen Lund
- 1746–1750: Carl Christopher Dalager
- 1750–1753: Bent Jacobsen Lund
- 1753–1783: Jonas Lillienschiold de Svanenhielm
- 1783–1787: Niels Fogh Irgens
- 1787–1789: Nikolaj Daniel Muus
- 1789–1791: Niels Møller Thomsen
- 1791–1792: Andreas Lauridsen Nørregaard
- 1792–1800: Christian Jeppesen Møller
- 1800–1807: Johan Christian Steen
- 1807–1826: Johan Christian Geisler
- 1826–1827: Carl Søren Vilhelm Egtved
- 1827–1830: Frederik Lassen
- 1830–1850: Johan Peter Petersen
- 1850–1862: Lars Frederik Larsen
- 1862–1869: Eduard Gaspar Boye
- 1869–1870: Niss Lauritz Elberg
- 1870–1878: Carl August Ferdinand Bolbroe
- 1878–1879: Carl Ludvig Severin Fleischer
- 1879–1880: Johannes Herman Mads Mørch
- 1880–1884: Edgar Christian Fencker
- 1884–1885: Otto Alexander Juncker
- 1885:–0000 Niss Lauritz Elberg
- 1885–1886: Poul Müller
- 1886–1887: Johan Carl Joensen
- 1887–1890: Ernst Viggo Møller
- 1890–1891: Poul Müller
- 1891–1892: Johan Carl Joensen
- 1892–1893: Peter Jürgen Petersen
- 1894–1901: Michael Christian Maigaard
- 1901–1904: Carl Frederik Myhre
- 1904–1905: Christian August Nielsen
- 1905–1907: Carl Frederik Harries
- 1907–1908: Oluf Nicolaj Willemann Thron
- 1908–1910: Carl Frederik Harries
- 1910–1914: Otto Rudolph Binzer
- ab 1914:00. Carl Ernst Christian Lembcke-Otto

### Missionare und Pastoren
Bis 1792 hatte der Kolonialdistrikt einen Missionar. Allerdings hatte dieser nur bis 1752 seinen Sitz in Qasigiannguit. Danach war er in Ilimanaq stationiert. Nur kurzweilig war der Missionar danach noch mit Zweitsitz für die Kolonie tätig.
- 1734–1735: Anders Jespersen Bing
- 1736–1740: Poul Hansen Egede
- 1739–1743: Laurids Jakobsen Alsbach
- 1739–1752: Jens Pedersen Mørk (Katechet)
- 1740–1744: Henrik Wedzel
- 1743–1748: Peder Andersen Welling
- 1744–1746: Segud Hansen Grønbech
- 1747–1752: Niels Brønlund Bloch
- 1749–1752: Peder Egede
- 1773–1775: Morten Pedersen Balwig (Katechet)
- 1775–1777: Morten Pedersen Balwig
- 1780–1781: Caspar Grewe

### Ärzte
Der größte Teil des Kolonialdistrikts war Teil des Arztdistrikts Jakobshavn. Lediglich ein Jahr war ein Arzt in Qasigiannguit stationiert.
- 1906–1907: Viggo Westergaard

## Wirtschaft
Im Jahr 1959 wurde in Qasigiannguit eine Garnelenfabrik gegründet, die zu einem Aufschwung führte, der die Einwohnerzahl des Orts von 300 auf 1400 Personen ansteigen ließ. Während der Jahrtausendwende übernahm Royal Greenland die Fabrik und stellte die Produktion dahingehend um, dass heute vor allem Heilbutt verarbeitet wird. Auch die Jagd nach Robben, Moschusochsen und Walen spielt eine größere Rolle. Ein weiteres wirtschaftliches Standbein spielt der Tourismus in Qasigiannguit. Die Umgebung bietet sich gut für Wanderungen an  und es werden Walbeobachtungen, Hundeschlittenfahrten und Eisfischen angeboten. Das „Projekt Levende Boplads“ (deutsch Projekt lebender Wohnplatz) vermittelt Touristen die traditionelle Lebensweise der Kalaallit vor der Kolonialisierung.

## Infrastruktur und Versorgung
Qasigiannguit hat ein ausgebautes Straßennetz. Der Verkehr mit der näheren Umgebung erfolgt im Winter mit Hundeschlitten, Schneemobilen und Skiern. Es gibt zwei Hafenanlagen in Qasigiannguit, eine auf der mit dem Festland verbundenen Insel Quilik (Spækholmen), die über zwei Kais à 40 und 55 m bei einer Wassertiefe von acht Metern verfügt, und eine am Ende der Bucht mit einem 75 m langen Kai bei einer Wassertiefe von knapp vier Metern. Dazu kommen drei private Pontonstege. Die Disko Line verbindet die Stadt im Sommer regelmäßig mit Aasiaat und Ilulissat, während das Meer von Januar bis Mai zugefroren ist. Über den Heliport Qasigiannguit wird die Stadt mit Hubschraubern an Aasiaat, Ilulissat und Qeqertarsuaq angebunden.
Die Strom-, Wasser- und Wärmeversorgung wird von Nukissiorfiit übernommen. Während der Strom durch ein Dieselkraftwerk entsteht, erfolgt die Wärmeversorgung über Ölöfen. Trinkwasser wird aus dem See Tasersuaq entnommen und in einem Wasserwerk aufbereitet. Knapp die Hälfte der Gebäude in Qasigiannguit ist an ein Abwassernetz angeschlossen, während die restlichen ihr Abwasser ins Meer entsorgen. Nordwestlich der Stadt befindet sich die Müllhalde, auf der der Müll deponiert wird. Die Telekommunikation wird von TELE Greenland gesichert.

## Bebauung
Die Volksschule in Qasigiannguit ist die Juunarsip Atuarfia, die etwa 160 Schüler von der 1. bis zur 10. Klasse unterrichtet. In der Stadt gibt es eine Niederlassung der Berufsschule Piareersarfik. Qasigiannguit beherbergt zudem eine der beiden Efterskoler in Grönland, die Efterskole Villads Villadsen, die auch die größere der beiden ist. Es gibt mehrere Kinderkrippen und -gärten und ein Altenheim. Das Krankenhaus in Qasigiannguit beherbergt auch eine Zahnarztpraxis. In der Stadt liegen zudem eine Polizeistation, eine Bibliothek, das Disko Bay Hotel inklusive Restaurant und ein Verwaltungsgebäude. Außerdem gibt es eine Postfiliale und eine Niederlassung von Pilersuisoq, die die Bewohner mit Waren versorgt.
Zahlreiche Gebäude in Qasigiannguit sind aufgrund ihres Alters als erhaltenswürdig eingestuft, darunter die Kirche von 1889. Das einzige baudenkmalgeschützte Gebäude der Stadt ist zugleich das älteste. Das 1734 errichtete Gebäude ist das älteste Holzhaus Grönlands und beherbergt heute das Qasigiannguit-Museum, das Zeugnisse aus der Jagd- und Fischereikultur der Kalaallit präsentiert, darunter die Objekte von Qeqertasussuk.

## Sport
Aus Qasigiannguit stammen zwei Fußballvereine. Der 1945 gegründete Verein Kugsak-45 Qasigiannguit gehörte um 2000 zu den besten Mannschaften des Landes und konnte 1995 und 2002 die Grönländische Fußballmeisterschaft gewinnen. 1970 wurde CIF-70 Qasigiannguit gegründet, der 1979 grönländischer Fußballmeister wurde.

## Städtepartnerschaften
- Skive[8]

## Söhne und Töchter
- Albrecht Lynge (um 1765–1800), Jäger und Grönlandspionier
- Gudmand Stork (1875–1936), Landesrat
- Karl Olsvig (1879–1957), Landesrat
- Peter Dalager (1888–1960), Redakteur, Sekretär, Dolmetscher und Landesrat
- Henriette Rasmussen (1950–2017), Politikerin, Diplomatin, Journalistin, Lehrerin, Frauenrechtlerin, Menschenrechtlerin und Dolmetscherin
- Lars Olsvig (* 1951), Lehrer und Fußballspieler und -trainer
- Jess Svane (* 1959), Politiker (Siumut)
- Peter Grønvold Samuelsen (* 1960), Politiker (Siumut), Unternehmer und Lehrer

## Bevölkerungsentwicklung
Qasigiannguit ist eine schrumpfende Stadt. Hinter Paamiut ist hier der stärkste relative Bevölkerungsrückgang aller Städte in Grönland feststellbar. Seit dem Maximum zu Beginn der 1980er Jahre hat Qasigiannguit etwa 40 % seiner Einwohner verloren.